# Diecezja pomorsko-wielkopolska
Diecezja pomorsko-wielkopolska – diecezja Kościoła Ewangelicko-Augsburskiego w RP. Diecezja liczy 18 parafii obsługiwanych przez 15 duchownych. Siedzibą władz diecezjalnych jest Sopot.

## Władze
- Biskup diecezjalny – ks. bp prof. Marcin Hintz.
- Rada diecezjalna[2] – ks. Janusz Staszczak, Izabela Główka-Sokołowska, prof. Jarosław Kłaczkow, ks. bp Marcin Hintz.

Zwierzchnicy diecezji pomorsko-wielkopolskiej Kościoła Ewangelicko-Augsburskiego w RP
| Lata posługi | Zwierzchnik diecezji        | Lata życia | Uwagi                                     |
| ------------ | --------------------------- | ---------- | ----------------------------------------- |
| 1937-1940    | ks. senior Gustaw Manitius  | 1880-1940  | zamordowany w Obozie Zagłady Fort VII     |
| 1946-1959    | ks. senior Ryszard Trenkler | 1912-1993  |                                           |
| 1960-1983    | ks. senior Edward Dietz     | 1911-1988  |                                           |
| 1983-1992    | ks. senior Tadeusz Raszyk   | 1948-2012  |                                           |
| 1992-2011    | ks. bp Michał Warczyński    | ur. 1945   | wybrany na drugą kadencję w 2002 roku     |
| 2011-        | ks. bp prof. Marcin Hintz   | ur. 1968   | wybrany na drugą kadencję 19 czerwca 2021 |

## Parafie

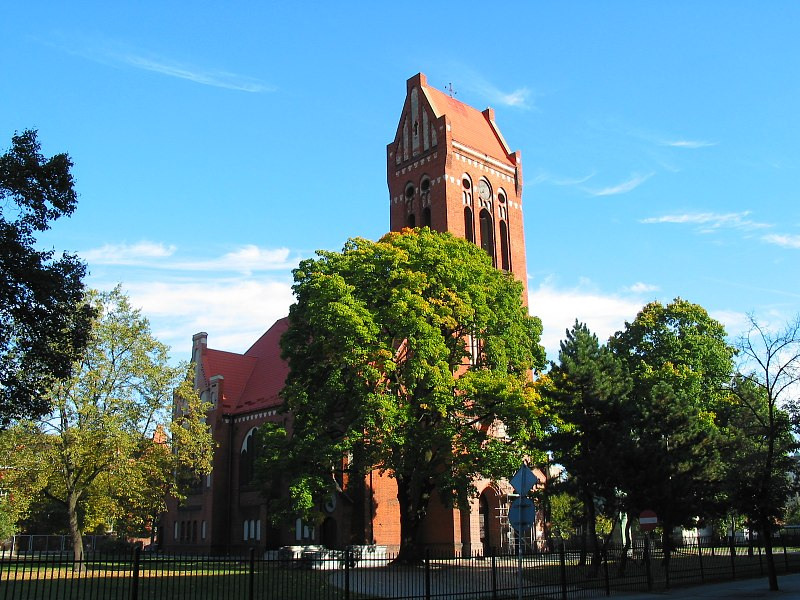
Ewangelicko-Augsburski Kościół Zbawiciela w Bydgoszczy

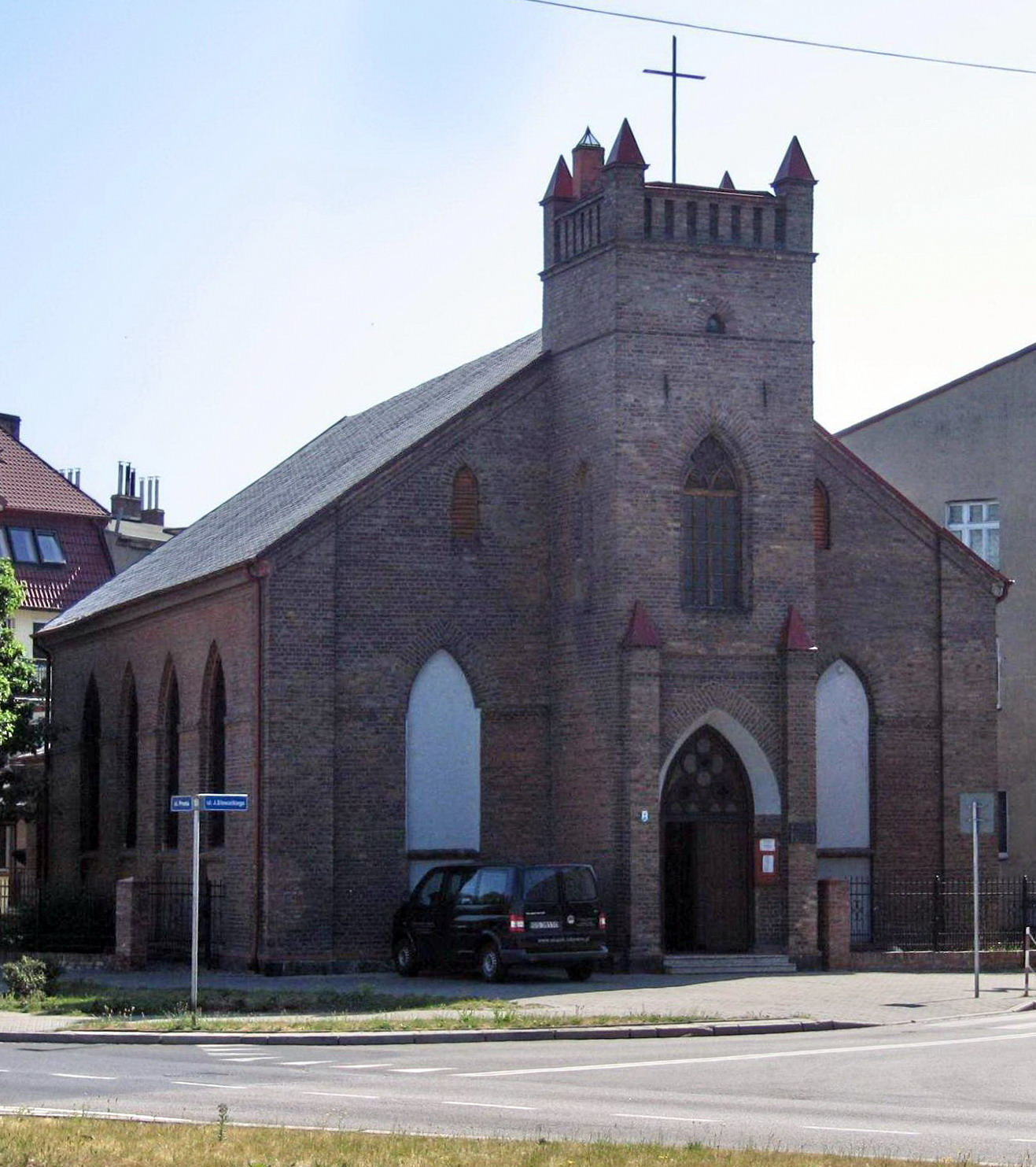
Ewangelicko-Augsburski Kościół św. Krzyża w Słupsku

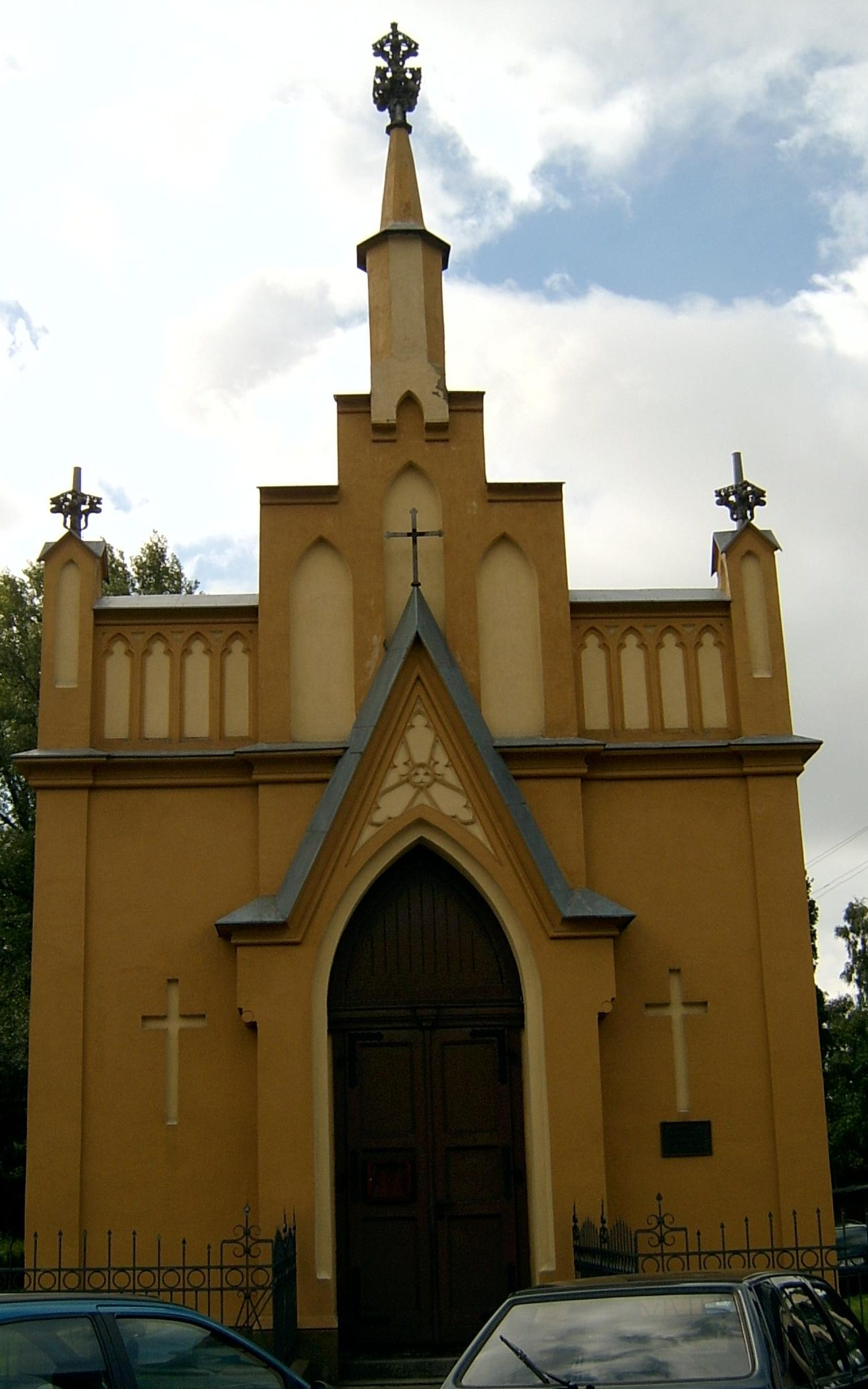
Ewangelicko-Augsburski Kościół w Lesznie

- Parafia Bydgoszcz, proboszcz: ks. kmdr Marek Loskot,
  - filiał w Sępólnie Krajeńskim
- Parafia Elbląg, proboszcz: ks. kmdr por. Marcin Pilch,
  - filiał w Mikołajkach Pomorskich
- Parafia Gdańsk-Gdynia-Sopot w Sopocie, proboszcz: ks. bp prof. Marcin Hintz,
  - filiał w Tczewie
  - filiał w Wierzchucinie
- Parafia Grudziądz, proboszcz: ks. dr Karol Niedoba,
- Parafia Kalisz, proboszcz administrator: ks. Michał Kühn,
  - filiał w Nowej Kaźmierce
- Parafia Kępno, proboszcz administrator: ks. Krzysztof Cieślar,
  - filiał w Czarnymlesie
  - filiał w Kobylej Górze
  - filiał w Podzamczu Wieruszowie
  - filiał w Ostrzeszowie
- Parafia Konin, proboszcz: ks. Waldemar Wunsz,
  - filiał w Kole
  - filiał w Sompolnie
  - filiał w Zagórowie
- Parafia Koszalin, proboszcz: ks. Janusz Staszczak,
  - filiał niemieckojęzyczny – kościół rzymskokatolicki św. Jerzego w Białogardzie
  - filiał – kaplica w Świdwinie
  - filiał niemieckojęzyczny – kaplica w Szczecinku
  - filiał niemieckojęzyczny w Wołczy Wielkiej
- Parafia Leszno, proboszcz: ks. Waldemar Gabryś,
  - filiał w Rawiczu (kaplica)
- Parafia Lipno, proboszcz administrator: ks.Dawid Mendrok,
- Parafia Ostrów Wielkopolski, proboszcz administrator: ks. Waldemar Gabryś
- Parafia Piła, proboszcz: ks. Tomasz Wola,
  - filiał w Chodzieży (kaplica)
  - filiał w Stróżewicach (nabożeństwa domowe)
  - filiał w Wągrowcu (nabożeństwa domowe)
- Parafia Poznań, proboszcz: ks. Marcin Kotas
  - filiał (kaplica Centrum Parafialnego w Gnieźnie)
  - filiał we Wrześni (kaplica)
- Parafia Rypin, proboszcz administrator: ks. Dawid Mendrok,
- Parafia Św. Krzyża w Słupsku, proboszcz: ks. Wojciech Froehlich
  - filiał niemieckojęzyczny – kaplica w Gardnie Wielkiej
  - filiał niemieckojęzyczny – kaplica w Główczycach
  - filiał – kaplica w Lęborku
- Parafia Toruń, proboszcz: ks. Michał Walukiewicz[4]
- Parafia Turek, proboszcz administrator: ks. Waldemar Wunsz,
- Parafia Włocławek, proboszcz: ks. Dawid Mendrok

## Dane teleadresowe
- Diecezja pomorsko-wielkopolska
ul. Kościuszki 51
81-703 Sopot